# Línea 136 (EMT Madrid)
La línea 136 de la EMT de Madrid une la estación de Pacífico con la colonia Madrid Sur (Puente de Vallecas).

## Características
Esta línea radial se creó en febrero de 1996 para dar servicio a la entonces recién construida barriada de Madrid Sur, en Palomeras Bajas, uniéndola con la mitad de la Avenida de la Albufera a través de la Avenida de Buenos Aires y acercando a los vecinos de esta zona al centro de Madrid.

### Frecuencias
| Lunes a viernes laborables |               |
| De 6:00 a 7:00             | 12-18 minutos |
| De 7:00 a 21:00            | 11-16 minutos |
| De 21:00 a 23:00           | 14-24 minutos |
| Sábados laborables         |               |
| De 6:00 a 9:00             | 16-23 minutos |
| De 9:00 a 22:00            | 13-18 minutos |
| De 22:00 a 23:00           | 17-24 minutos |
| Domingos y festivos        |               |
| De 7:00 a 10:00            | 16-22 minutos |
| De 10:00 a 22:00           | 16-18 minutos |
| De 22:00 a 23:00           | 16-24 minutos |

## Recorrido y paradas

### Sentido Madrid Sur
La línea inicia su recorrido en la Avenida Ciudad de Barcelona junto a la estación de Pacífico de metro. Desde aquí empieza circulando por la avenida hacia el sur hasta pasar bajo el Puente de Vallecas, entrando en el distrito homónimo por la Avenida de la Albufera, que recorre hasta llegar a la intersección con la Avenida de Buenos Aires.
A continuación, gira a la derecha para tomar esta avenida, por la que baja hasta la intersección con la Avenida de Pablo Neruda, a la que se incorpora girando a la derecha. Recorre la Avenida de Pablo Neruda hasta girar a la izquierda por la calle de Los Santos Inocentes.
Recorre la calle de Los Santos Inocentes hasta el final, girando de nuevo a la izquierda para tomar la Avenida del Parque de Palomeras Bajas, que recorre hasta el final también girando a la derecha por la calle Puerto Balbarán, donde tiene su cabecera junto a la estación de El Pozo.
| Código | Parada                                | Común con                   | Conexiones con Metro y Cercanías | Otros |
| ------ | ------------------------------------- | --------------------------- | -------------------------------- | ----- |
| 5471   | PACÍFICO (Av. Cdad. Barcelona, 192)   |                             | Pacífico                         |       |
| 1410   | Ciudad de Barcelona-Seco              | 8 10 24 37 54 56 57 141 310 |                                  |       |
| 2058   | Puente de Vallecas                    | 8 10 24 37 54 56 57 141 310 | Puente de Vallecas               |       |
| 1001   | Junta Municipal Puente de Vallecas    | 54 57 58                    |                                  |       |
| 1003   | Nueva Numancia                        | 54 57 58                    | Nueva Numancia                   |       |
| 1005   | Avenida de la Albufera-Sierra de Cadi | 54 58                       |                                  |       |
| 1007   | Portazgo-Estadio de Vallecas          | 54 58 103                   | Portazgo                         |       |
| 1009   | Buenos Aires                          | 54 58 103                   | Buenos Aires                     |       |
| 3297   | Buenos Aires-Arroyo del Olivar        |                             |                                  |       |
| 3299   | Buenos Aires-Palomeras                |                             |                                  |       |
| 3300   | Buenos Aires-Pedro Laborde            |                             |                                  |       |
| 3302   | Buenos Aires-Pablo Neruda             |                             |                                  |       |
| 3304   | Buenos Aires-Pablo Neruda             | 144                         |                                  |       |
| 3306   | Pablo Neruda-Cenicienta               |                             |                                  |       |
| 3308   | Pablo Neruda-Santos Inocentes         |                             |                                  |       |
| 3310   | Palomeras Bajas-Mogambo               |                             |                                  |       |
| 2576   | Palomeras Bajas-Cenicienta            | 57 144                      |                                  |       |
| 2109   | Parque de Palomeras                   | 10 57                       |                                  |       |
| 3312   | MADRID SUR (C/ Puerto Balbarán)       |                             | El Pozo                          |       |

### Sentido Pacífico
La línea inicia su recorrido junto a la estación de El Pozo, en la calle Puerto Balbarán, por la cual sale hacia el oeste y recorre hasta girar a la derecha por la travesía de Felipe Diego, circulando por la misma hasta el final y siguiendo de frente por la calle de Los Santos Inocentes.
Desde este punto, el recorrido es igual al de ida pero en sentido contrario hasta que llega a su cabecera junto a la estación de Pacífico en la Avenida Ciudad de Barcelona.
| Código | Parada                                | Común con                   | Conexiones con Metro y Cercanías | Otros |
| ------ | ------------------------------------- | --------------------------- | -------------------------------- | ----- |
| 3312   | MADRID SUR (C/ Puerto Balbarán)       |                             | El Pozo                          |       |
| 3313   | Puerto Balbarán-Felipe de Diego       |                             |                                  |       |
| 3311   | Palomeras Bajas-Mogambo               |                             |                                  |       |
| 3309   | Pablo Neruda-Santos Inocentes         |                             |                                  |       |
| 3307   | Pablo Neruda-Cenicienta               | 144                         |                                  |       |
| 3305   | Buenos Aires-Pablo Neruda             | 144                         |                                  |       |
| 3303   | Buenos Aires-Pablo Neruda             |                             |                                  |       |
| 3301   | Buenos Aires-Pedro Laborde            |                             |                                  |       |
| 2071   | Buenos Aires-Palomeras                | 10                          |                                  |       |
| 3298   | Buenos Aires-Arroyo del Olivar        |                             |                                  |       |
| 1010   | Buenos Aires                          | 58 103                      | Buenos Aires                     |       |
| 1008   | Portazgo-Estadio de Vallecas          | 54 58 103                   | Portazgo                         |       |
| 1006   | Avenida de la Albufera-Sierra de Cadi | 54 58                       |                                  |       |
| 1004   | Nueva Numancia                        | 54 57 58                    | Nueva Numancia                   |       |
| 1002   | Junta Municipal Puente de Vallecas    | 10 24 54 57 58 111 310      |                                  |       |
| 4864   | Puente de Vallecas                    | 10 310                      | Puente de Vallecas               |       |
| 1411   | Ciudad de Barcelona-Seco              | 8 10 24 37 54 56 57 141 310 |                                  |       |
| 1978   | Pacífico                              | 8 310                       | Pacífico                         |       |
| 5471   | PACÍFICO (Av. Cdad. Barcelona, 192)   |                             | Pacífico                         |       |